# Csesznok István
Csesznok István (Rimaszombat, 1761 – Hangács, 1828.) református lelkész.

## Élete
Hittani tanulmányait Sárospatakon végezte, mire 1791-ben Utrechtbe, majd Göttingenbe s az 1792. nyári félévre Jénába ment. Haza jövén, 1793–1795-ig káplánkodott és 1795-ben rendes lelkész lett Hangácson.

## Munkái
Az igaz keresztyéni szeretetnek minden más keresztyén virtusok felett való méltóságáról irott idvességes elmélkedés. Debreczen, 1807. (Szatmári Király Pál felett tartott halotti beszéd.)